# Platja de Pormenande
La platja de Pormenande és una platja espanyola, la qual està situada en el concejo asturià d'El Franco. Pertany a la Costa Occidental d'Astúries i malgrat no estar inclosa a la franja que comprèn el Paisatge Protegit de la Costa Occidental d'Astúries, presenta dos tipus de protecció mediambiental, ja que està catalogada com ZEPAy LIC.

## Descripció
Es tracta d'una petita cala situada en els voltants d' A Caridá, capital d'aquest concejo. Té forma de petxina amb una longitud aproximada d'uns 190 a 200 metres i una amplària mitjana de cinc metres. La seva sorra és fosca i té molts còdols. Es pot accedir a ella amb vehicle a menys de 500 metres. Durant els caps de setmana té una afluència massiva i és la platja més concorreguda d'El Franco.
Té la peculiaritat que la zona de bany s'uneix a l'illot del Rego mitjançant un tómbol la qual cosa dona recer a la platja per l'est de tal manera que el mar no l'escomet frontalment ho quehace que sigui una platja molt segura. El la pleamar el tómbol queda submergit i perquè es pugui tenir sempre accés a l'illot s'ha construït un pas sobre la roca. També hi ha una altra petita platja o cala a la dreta de l'illot del Rego però com guarda el pas del rierol del Matadero i estar molt batuda per l'onatge és molt poc freqüentada.
La platja té els serveis de vigilància, àrea recreativa, restaurant, aparcaments, dutxes i servei de neteja durant la temporada estival. És una platja molt adequada per a l'activitat de pesca submarina i pot ser utilitzada per tota la família.
Una dada de cert interès és que el 12 d'agost de 2004 va aparèixer a la platja un Trachypterus articus que mesurava 2,30 metres de longitud i tenia una amplària de 40 cm.